# Internet na Malcie
Internet na Malcie – sieć internetowa znajdująca się na terenie Malty i wykorzystywana przez jej mieszkańców. Jej krajowa domena najwyższego poziomu to .mt. Dostęp do Internetu jest powszechny na Malcie; w 2020 roku, 91% gospodarstw domowych na Malcie miało dostęp do Internetu. Instytucją regulującą rynek dostawców Internetu na Malcie jest Malta Communications Authority (MCA).

## Operatorzy telekomunikacyjni
Największymi operatorami telekomunikacyjnymi są Melita (przedsiębiorstwo) i GO (Malta) (obie oferujące telewizję kablową, dostęp do Internetu, telefonię) oraz epic (Malta) (dawniej Vodafone Malta, oferujący dostęp do Internetu oraz telefonię).

## Darmowy bezprzewodowy dostęp do Internetu
Na Malcie jest uruchomionych ponad 400 punktów dostępowych (tzw. hotspotów) z darmowym bezprzewodowym dostępem do Internetu (Wi-Fi). Od 2015 roku blisko osiem milionów użytkowników skorzystało z bezpłatnych punktów dostępowych, średnio 7500 użytkowników dziennie. Malta Communications Authority uruchomił specjalną aplikację dla telefonów komórkowych, która za pomocą GPSa wskazuje najbliższe 10 darmowych punktów dostępowych do Internetu. Darmowy bezprzewodowy Internet Wi-Fi funkcjonuje od 2020 roku również we wszystkich autobusach komunikacji miejskiej.

## Historia
Pierwsze komercyjne połączenie wdzwaniane na Malcie zostało uruchomione w połowie lat dziewięćdziesiątych XX wieku. Po kilku latach dostępne stały się połączenia szerokopasmowe. Odsetek mieszkańców deklarujących, że często korzystają z Internetu rósł nieustannie z roku na rok w latach 2009-2020 i przedstawia go poniższy wykres: 